# Gustavo Bauer Morpurgo
Gustavo Bauer Morpurgo (1865-1916) fue un empresario y político español, representante de la Casa Rothschild en España. Fue diputado y senador en las Cortes de la Restauración.

## Biografía
Nacido en Madrid el 4 de septiembre de 1867 de ascendencia húngara e italiana. Era hijo de Ignacio Salomón Bauer, exitoso banquero que llevaba los negocios en España de la Casa Rothschild, y de Ida Morpurgo. Contrajo matrimonio en 1889 en París con una prima suya, Rosa Landauer Morpurgo, nacida en Trieste (Italia) (aunque entonces era ciudad austriaca), el 21 de noviembre de 1869. Heredero en 1895 de los negocios de su padre, después de un tiempo asociado con su cuñado Moriz Schey, fundó su propia firma, Bauer y Cía. Electo diputado a Cortes en las elecciones de 1910 por La Coruña, ejerció como tal hasta 1914. Pasó entonces a desempeñar el cargo de senador del Reino por la provincia de Orense entre 1914 y 1916.
La residencia de la familia y la sede del banco de su propiedad se encontraban en la calle de San Bernardo, 44, en el llamado Palacio Bauer, hoy sede de la Escuela Superior de Canto de Madrid. Falleció en su vivienda del campo de la Alameda de Osuna el 23 de noviembre de 1916.
Sus hijos Ignacio (nacido en Madrid el 16 de mayo de 1891), Alfredo (nacido en Madrid el 5 de abril de 1893) y Eduardo (nacido en la Alameda de Osuna el 4 de mayo de 1901) le sucedieron a su muerte en la representación de los Rothschild.